# ناحیه تیسمسیلت
ناحیه تیسمسیلت (به عربی: دائرة تیسمسیلت) یک ناحیه در الجزایر است که در استان تسمسیلت واقع شده‌است. ناحیه تیسمسیلت ۷۰٬۴۸۰ نفر جمعیت دارد.